# Dommartin-lès-Vallois
Dommartin-lès-Vallois är en kommun i departementet Vosges i regionen Grand Est (tidigare regionen Lorraine) i nordöstra Frankrike. Kommunen ligger i kantonen Darney som tillhör arrondissementet Épinal. År 2022 hade Dommartin-lès-Vallois 52 invånare.

## Befolkningsutveckling
Antalet invånare i kommunen Dommartin-lès-Vallois
| Referens: INSEE |